# Neoribates oceanicus
Neoribates oceanicus är en kvalsterart som först beskrevs av Oudemans 1915.  Neoribates oceanicus ingår i släktet Neoribates och familjen Parakalummidae. Inga underarter finns listade i Catalogue of Life.